# Batote (Brus)
Batote (em cirílico: Батоте) é uma vila da Sérvia localizada no município de Brus, pertencente ao distrito de Rasina. A sua população era de 345 habitantes segundo o censo de 2011.

## Demografia
| 1948 | 1953 | 1961 | 1971 | 1981 | 1991 | 2002 | 2011 |
| ---- | ---- | ---- | ---- | ---- | ---- | ---- | ---- |
| 1007 | 1099 | 1128 | 1070 | 918  | 699  | 498  | 345  |